# 猪名川サーキット
座標: 北緯34度58分28.91秒 東経135度18分23.90秒 / 北緯34.9746972度 東経135.3066389度
猪名川サーキット（いながわサーキット）は、兵庫県川辺郡猪名川町にあるサーキット。カートやミニバイク用のロードコースとトライアルパークからなる。2011年現在日本自動車連盟（JAF）の公認カートコースである。
2010年まで日本モーターサイクルスポーツ協会（MFJ）の公認サーキットでもあったが、現在はMFJの公認を返上している。